# Jai Tapu Opetaia
Jai Tapu Opetaia (ur. 30 czerwca 1995 w Sydney) – australijski bokser samoańskiego pochodzenia, aktualny mistrz świata federacji IBF w wadze junior ciężkiej.

## Kariera
Boks trenuje od 8 roku życia. Od 2006 jego trenerem jest ojciec, Tapu Opetaia. Reprezentuje klub Wyongah Gym. Od 2010 jest w reprezentacji Australii.
W 2011 został mistrzem świata juniorów.
W marcu 2012 zwyciężył rozgrywany w Canberze turniej kwalifikacyjny do igrzysk olimpijskich pokonując w finale Nowozelandczyka Davida Lighta 15:10.
Jest najmłodszym australijskim bokserem uczestniczącym w igrzyskach olimpijskich.
Na igrzyskach zajął 9. miejsce w wadze ciężkiej przegrywając w pierwszej rundzie (⅛ finału) z Teymurem Məmmədovem z Azerbejdżanu, późniejszym brązowym medalistą tych zawodów 11:12. Był najmłodszym bokserem na tych igrzyskach. Jeszcze w tym samym roku zdobył brązowy medal młodzieżowych mistrzostw świata w wadze ciężkiej.
W 2014 roku wystąpił na igrzyskach Wspólnoty Narodów w wadze do 91 kg, jednakże odpadł w ćwierćfinale po porażce z Nigeryjczykiem Efetoborem Apochim. Rok później przeszedł na zawodowstwo.
Jego kuzynami są piłkarz Tim Cahill i rugbysta Ben Roberts.

### Mistrzostwo świata federacji IBF
2 lipca 2022 roku w Gold Coast Convention Centre w australijskim Queensland, pokonał jednogłośnie na punkty (115-113, 116-112, 116-112) ówczesnego mistrza świata federacji IBF, Mairisa Briedisa, odbierając mu pas czempiona. 18 maja 2024 roku w Rijadzie stoczył rewanżowy pojedynek z Łotyszem. Ponownie wygrał na punkty, tym razem 117-111, 116-112, 116-112.